# Ian Brennan
Ian Brennan (Mount Prospect, 23 de abril de 1978) é um roteirista, diretor, produtor e ator estadunidense. Ele ficou mais conhecido por seu trabalho nas séries de televisão Glee e Scream Queens.

## Filmografia
| Ano           | Título                       | Formato               | Papel                                    | Notas                              |
| ------------- | ---------------------------- | --------------------- | ---------------------------------------- | ---------------------------------- |
| 2000          | Early Edition                | Série de televisão    | Valet                                    | Episode "Everybody Goes to Rick's" |
| 2000          | Too Much Flesh               | Filme                 | Bert                                     |                                    |
| 2002          | No Sleep 'til Madison        | Filme                 | Dave                                     |                                    |
| 2006          | Flourish                     | Filme                 | Dr. Carter Kaufman                       |                                    |
| 2006          | Growing                      | Curta-metragem        | Escritor, ator (Jeremy)                  |                                    |
| 2006          | Save the Last Dance 2        | Filme                 | Franz                                    |                                    |
| 2007          | I Think I Love My Wife       | Filme                 | Department Store Salesman #1             |                                    |
| 2007          | Law & Order: Criminal Intent | Série de televisão    | Lance Morein                             | Episódio "Renewal                  |
| 2007          | CSI: NY                      | Série de televisão    | Joe Silver                               | Episódio "Buzzkill"                |
| 2008          | New Amsterdam                | Série de televisão    | Chris Duncan                             | Episódio "Keep the Change"         |
| 2009–2015     | Glee                         | Série de televisão    | Co-criador, escritor, narrador e diretor |                                    |
| 2009          | Staten Island                | Filme                 | Hippie in Tree                           |                                    |
| 2009          | Infamous                     | Vídeo game            | Voice                                    |                                    |
| 2011          | The Glee Project             | Programa de televisão | Juíz                                     |                                    |
| 2014          | Cooties                      | Filme                 | Escritor                                 |                                    |
| 2015          | Scream Queens                | Série de televisão    | Co-criador, escritor e diretor           |                                    |
| 2018          | LA to Vegas                  | Série de televisão    | Escritor                                 | Episódio: "#PilotFight"            |
| 2019–2020     | The Politician               | Série de televisão    | Co-criador, escritor e diretor           |                                    |
| 2020          | Hollywood                    | Minissérie            | Co-criador e escritor                    |                                    |
| 2020          | Ratched                      | Série de televisão    | Escritor                                 |                                    |
| 2021          | Halston                      | Minissérie            | Escritor                                 |                                    |
| 2022–presente | Monster                      | Série antológica      | Co-criador, escritor e diretor           |                                    |
| 2022–presente | The Watcher                  | Série de televisão    | Co-criador e escritor                    |                                    |